# Oleksandr Tkatjenko
Oleksandr Volodomyrovytj Tkatjenko (ukrainska: Олександр Володимирович Ткаченко), född den 19 juni 1960 i Kiev, död 3 november 2015, var en sovjetisk roddare.
Han tog OS-brons i åtta med styrman i samband med de olympiska roddtävlingarna 1980 i Moskva.